# フロリダ大学
フロリダ大学（フロリダだいがく、英語: University of Florida、略称：UFまたはFlorida）は、1853年に設置されたアメリカ合衆国フロリダ州ゲインズビルに本部を置く総合州立大学である。モットーは州の健全さは州民の徳にある。同校はフロリダ州立大学システムの主要構成校の一つであり、その起源は1853年にまで遡る。現在のゲインズビル・キャンパスでの授業は1906年9月から継続して行われている。
2013年にフロリダ州議会が州立大学の評価基準を導入した後、フロリダ州大学統制委員会は同大学を「卓越大学（preeminent university）」に指定した。
UFは、アメリカ大学協会（AAU）のフロリダ州内3大学のうちの1校であり、カーネギー高等教育分類において「R1: 極めて高い研究活動を行う博士課程大学」に分類されている。
同大学は南部大学学校協会（SACS）による認定を受けており、学生数では全米公立大学の中で3番目の規模、1キャンパスあたりでは5番目に大きい。2023年秋時点での在籍者数は54,814人である。
同大学には16の学術カレッジと150を超える研究センター・研究所があり、経営学、工学、法学、歯学、医学、薬学、獣医学などの大学院専門課程を1つのキャンパスに集約して提供している。修士課程123、博士課程76のプログラムを87の学科・専攻で展開している。
大学の印章は、フロリダ州の州章を基にしたもので、州旗に描かれているが、色は青である。
フロリダ大学のスポーツチーム「フロリダ・ゲーターズ」は、全米大学体育協会（NCAA）ディビジョンIおよびサウスイースタン・カンファレンス（SEC）に所属している。2021年時点で、学生および卒業生はオリンピックで143個のメダル（うち金メダル69個）を獲得している。

## 歴史

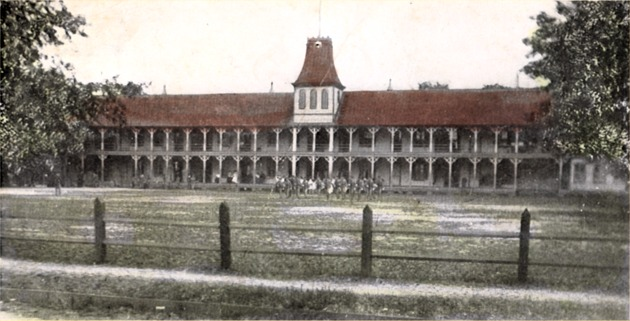
1866年にゲインズビルで再設立されたEast Florida Seminaryは、フロリダ大学の直接的な前身校である。

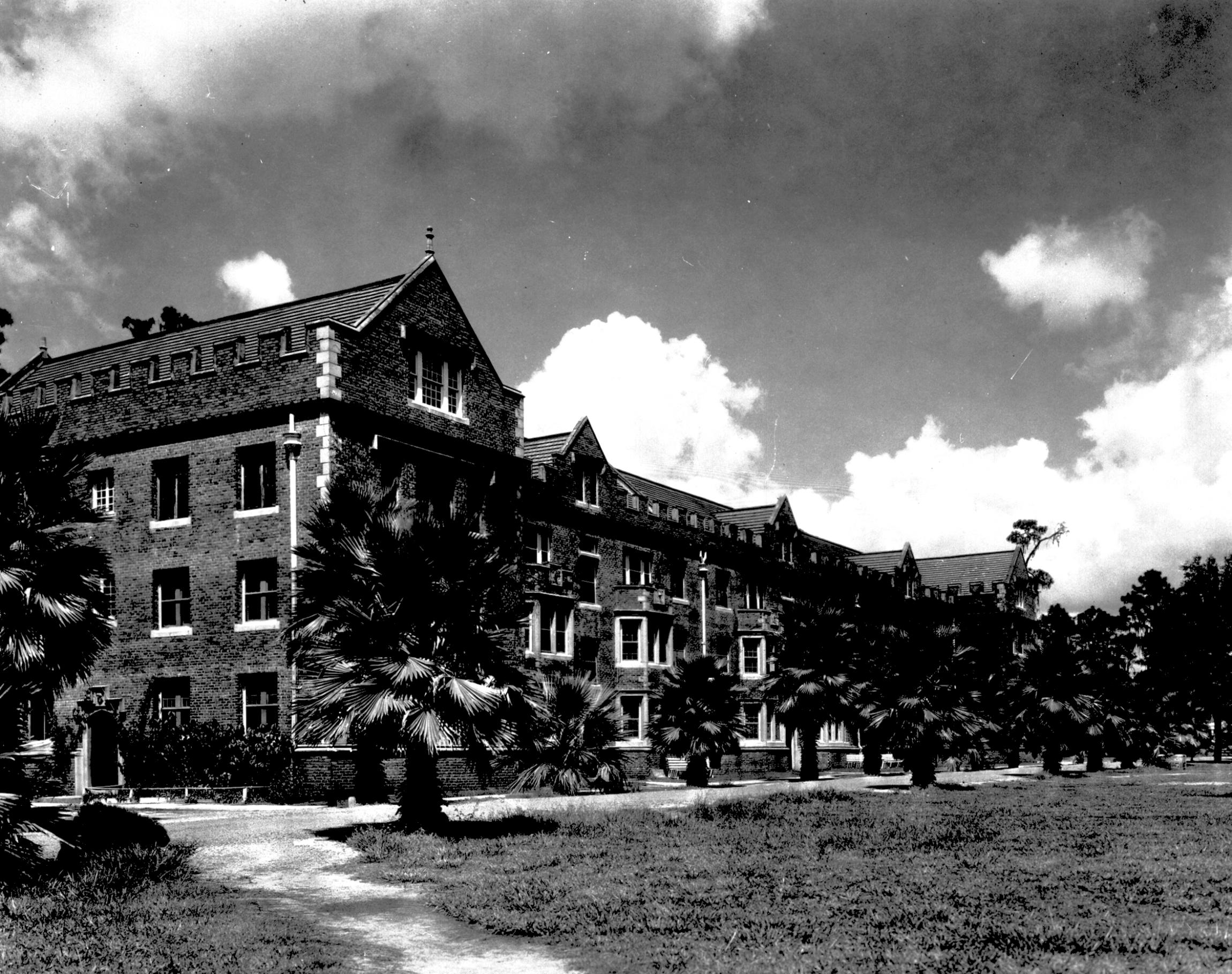
バックマン・ホールは1906年に完成し、1905年のBuckman Actにより設立されたフロリダ大学で最初に建設された校舎の一つである。

### 起源
現在のフロリダ大学の起源は1853年にまでさかのぼる。この年、同大学の前身の一つであり、フロリダ州における初の州立高等教育機関であるEast Florida Seminaryが、フロリダ州オカラに設立された。同セミナリーは南北戦争の勃発を受けて1861年に一時閉校となったが、1866年にゲインズビルにおいて再設立された。この際、かつて戦時中に閉鎖された私立の小規模高等学校「ゲインズビル・アカデミー」の跡地が活用された。
もう一つの前身校は、1884年にレイクシティに設立されたフロリダ農業大学（Florida Agricultural College、FAC）である。同校はモリル法に基づくフロリダ州初のランドグラント大学とされている。フロリダ州議会は同校の教育内容を農業や工学以外にも拡充することを目指し、1903年から1904年にかけて校名を「フロリダ大学（University of Florida）」へと変更した。この名称は約2年間使用された。

### フロリダ州立大学（University of the State of Florida）
1905年、フロリダ州議会はBuckman Actを可決し、州内の高等教育機関を抜本的に再編した。この法律により、フロリダ州の6つの公立高等教育機関は統合され、新設のフロリダ州統制委員会（Florida Board of Control）の監督下にフロリダ州立大学システムが創設された。
この再編によって、4校が統合され、白人男性のための新たな「フロリダ州立大学（University of the State of Florida）」が設立された。統合されたのは、レイクシティにあった旧フロリダ大学（旧称：フロリダ農業大学）、ゲインズビルのEast Florida Seminary、セントピーターズバーグのセントピーターズバーグ師範・産業学校、バートウのサウスフロリダ軍事大学である。
同法により、白人女性向けのフロリダ女子大学（後にフロリダ州立大学となる）と、アフリカ系アメリカ人男女向けの州立師範学校（後のフロリダA&M大学）もタラハシーに設立された。
なお、新設大学の所在地はBuckman Actに明記されておらず、ゲインズビルとレイクシティが誘致合戦を繰り広げた。ゲインズビル市長ウィリアム・ルーベン・トーマスの主導の下、同市は積極的なロビー活動を展開し、1905年7月6日、フロリダ州統制委員会はゲインズビルを新キャンパスの所在地に決定した。建設は市の西端で進められたが、施設完成には時間を要したため、1905–1906年度の授業は旧フロリダ農業大学のキャンパス（レイクシティ）で実施された。また、旧FAC学長であったアンドリュー・スレッドが新大学の初代学長に任命された。
ゲインズビルでの授業は1906年9月26日に開始され、入学者数は102名であった。当時、完成していた建物は2棟であり、Buckman Actの起草者にちなんだバックマン・ホールと、誘致運動を主導した市長に由来するトーマス・ホールである。両棟とも、ウィリアム・A・エドワーズの設計によるコレジエート・ゴシック様式で建てられた。エドワーズはフロリダ州統制委員会の主任建築家として、初期の大学建築の多くを手がけた。
スレッド学長は在任中、厳格な入学基準の維持を主張し続けたため、学生数の伸び悩みを懸念する統制委員会の一部委員と対立した。最終的に彼は1909年に辞任した。

### 発展、マスコット、学部の設立

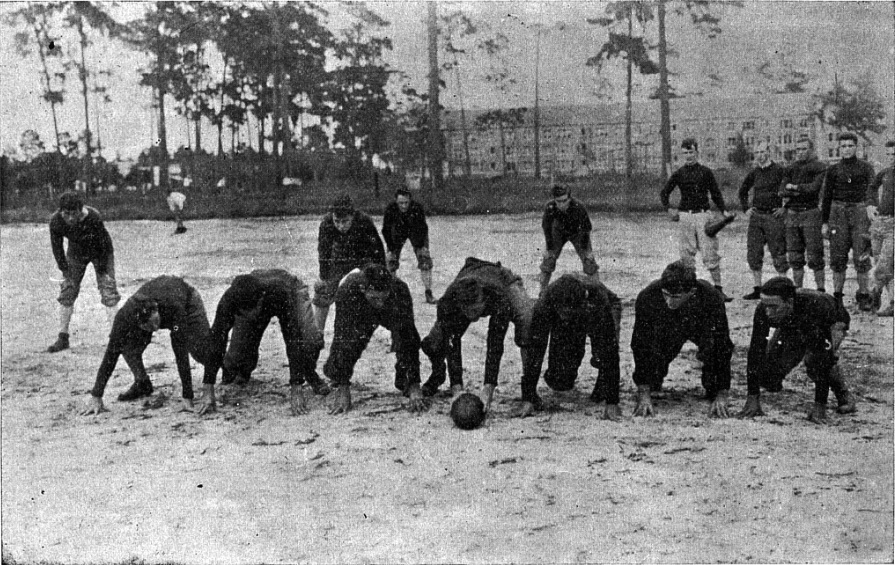
1912年のフロリダ・ゲーターズ・フットボール練習風景

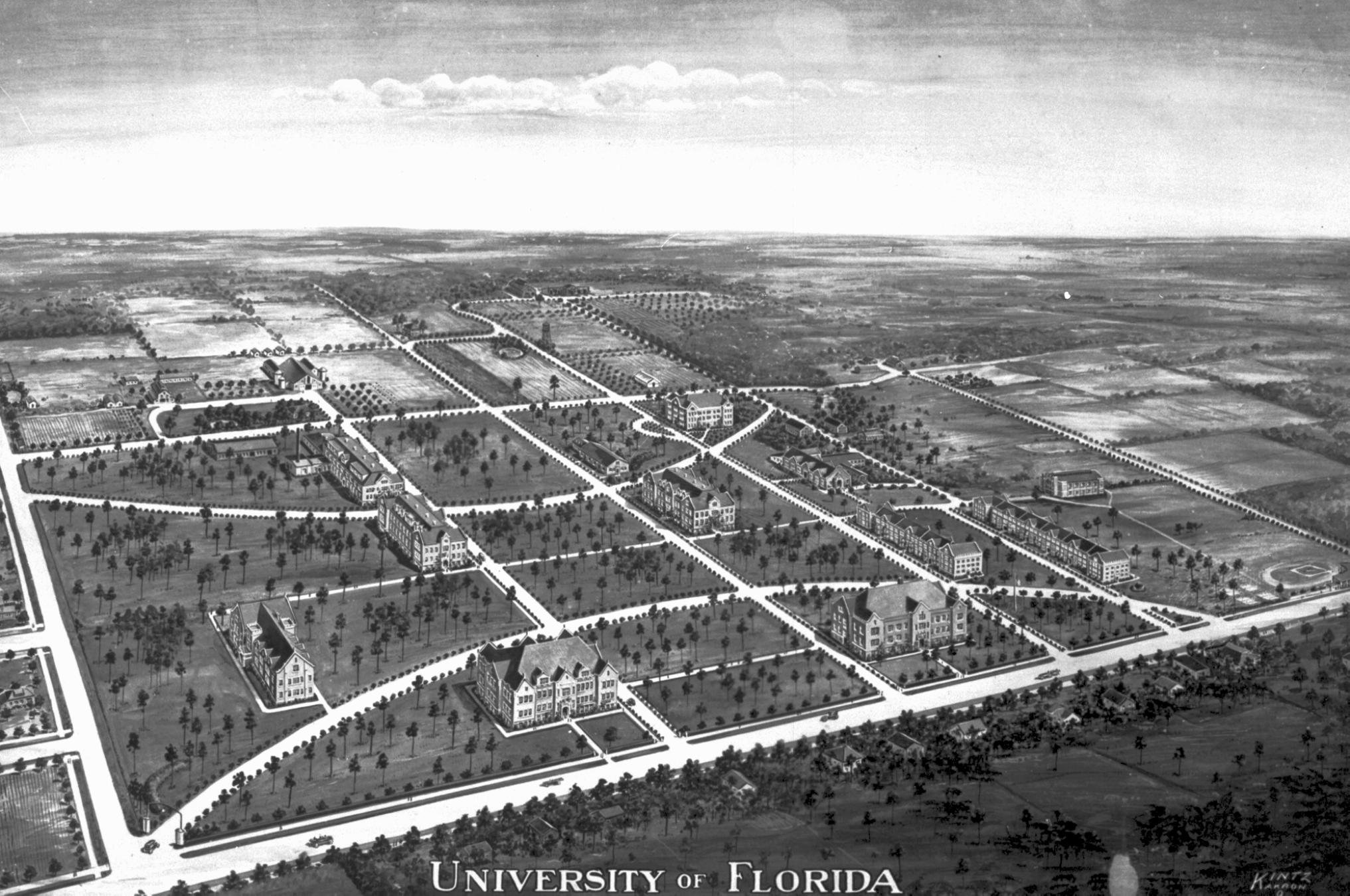
1906年時点のフロリダ大学キャンパス（南西方向を望む）

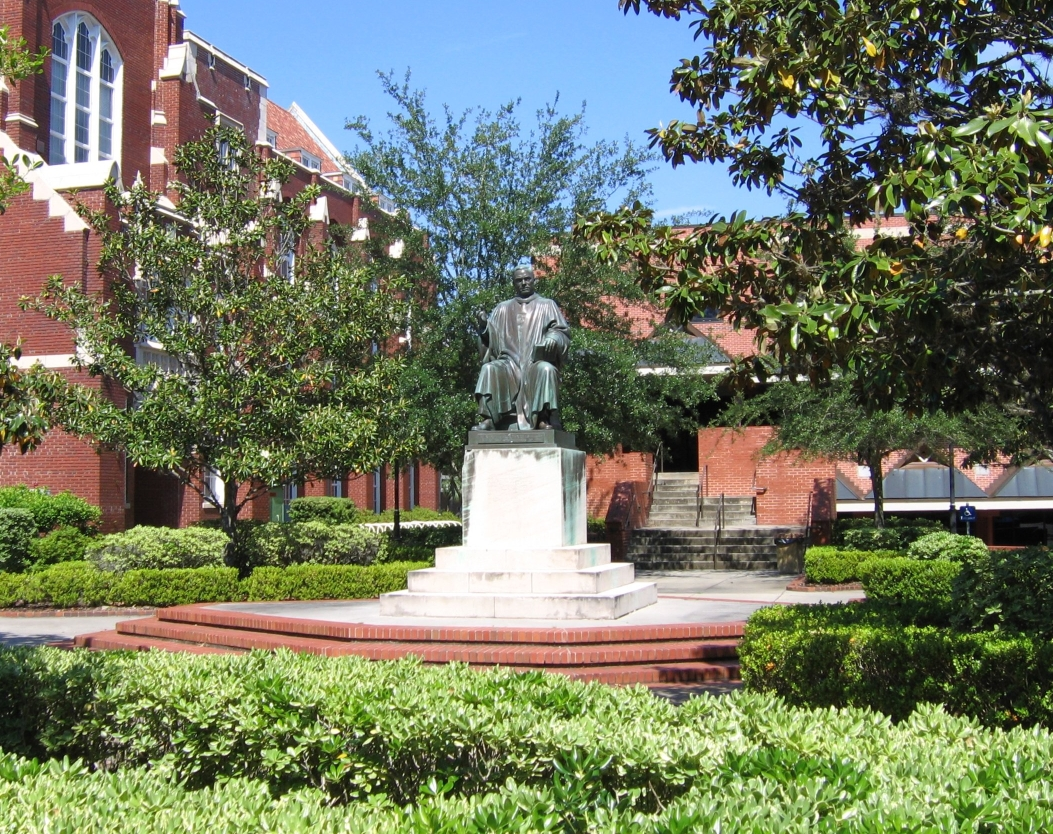
大学第2代学長アルバート・マーフリーの像

1909年から1910年度にかけて、前フロリダ女子大学学長のアルバート・マーフリーが第2代学長に就任し、大学名も「フロリダ州立大学」から現在の「フロリダ大学（University of Florida）」に簡略化された。
マーフリーは大学組織の再編を監督し、1910年までに法学部、工学部、教養学部が設立された。また、学生リーダーシップ組織「フロリダ・ブルーキー」の設立にも尽力し、在学者数を200名未満から2,000名以上へと拡大させた。マーフリーは、現在に至るまでキャンパス内に像が建立された唯一の学長である。
大学のマスコットであるアリゲーターは、地元業者がこの動物を描いた学校ペナントを販売したことをきっかけに定着した。アリゲーターはゲインズビル周辺の湖やフロリダ州全域で一般的に見られる動物であり、1911年までに大学のスポーツチームは「ゲーターズ（Gators）」という愛称を正式に採用した。スクールカラーであるオレンジと青も1911年に正式に制定されたが、その由来は明確ではない。最も有力な説では、East Florida Seminary（オレンジと黒）およびフロリダ農業大学（青と白）の伝統色を組み合わせたものとされており、同時に北中部フロリダに定住したスコットランド系およびアルスター・スコットランド系の長老派移民への敬意も示されている可能性がある。
1924年、フロリダ州議会は、フロリダ女子大学では提供されていない課程に限り、21歳以上でかつ「信頼ある教育機関」において60単位以上を修得した女性に対して、フロリダ大学への正規学期での入学を認める法律を制定した。それ以前は、教員志望の女性に対して夏学期のみ共学制が敷かれていた。1925年には、レイクシティ出身のラッシー・グッドブレッド＝ブラックが農学部に入学し、フロリダ大学の正規課程に入学した初の女性となった。
1928年、マーフリーが在任中に死去し、後任としてジョン・J・タイガートが第3代学長に任命された。彼は在任初期に、大学運動部の運営を担う準独立組織「フロリダ大学アスレチック協会」を設立し、フロリダ・フィールドの建設を指導した。その後、大学における不透明な資金支出を問題視し、1930年代初頭にはスポーツ奨学金制度（グラント・イン・エイド）の導入に踏み切った。これは、のちに全米大学体育協会（NCAA）による現代のスポーツ奨学金制度の原型となった。
同時期、発明家かつ教育者であるブレイク・R・ヴァン・リアーが工学部の学部長に就任し、学部新設と奨学金制度の設計を担当した。ヴァン・リアーは連邦政府の資金援助を得るための申請を主導し、タイガートの要請により高等計画委員会の議長を務めた。これらの取り組みは、1930年代を通してフロリダ緊急救済局（Florida Emergency Relief Administration）への助言も含んでいた。

### 第二次世界大戦後

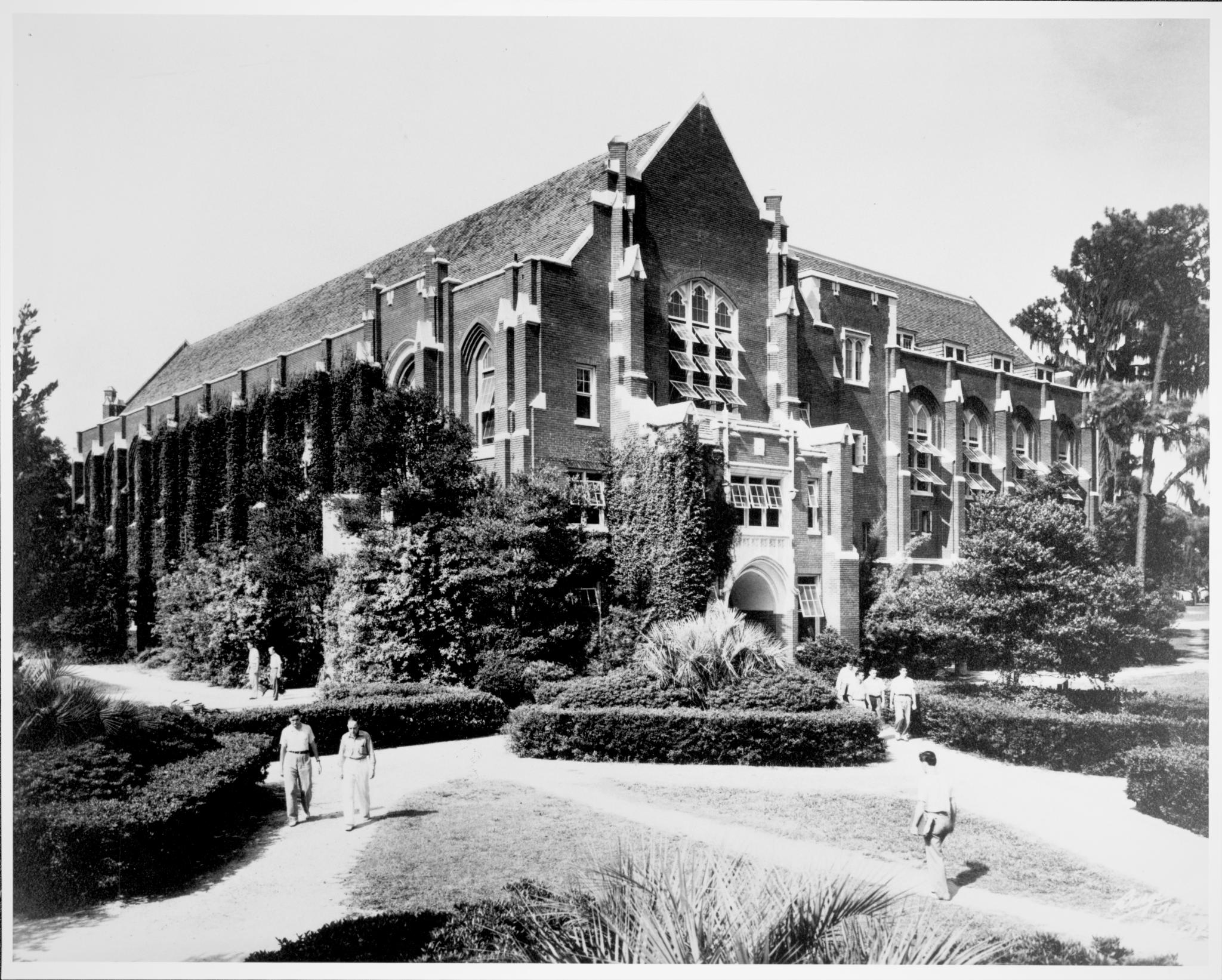
1945年頃のフロリダ大学キャンパスにあるスマザーズ図書館

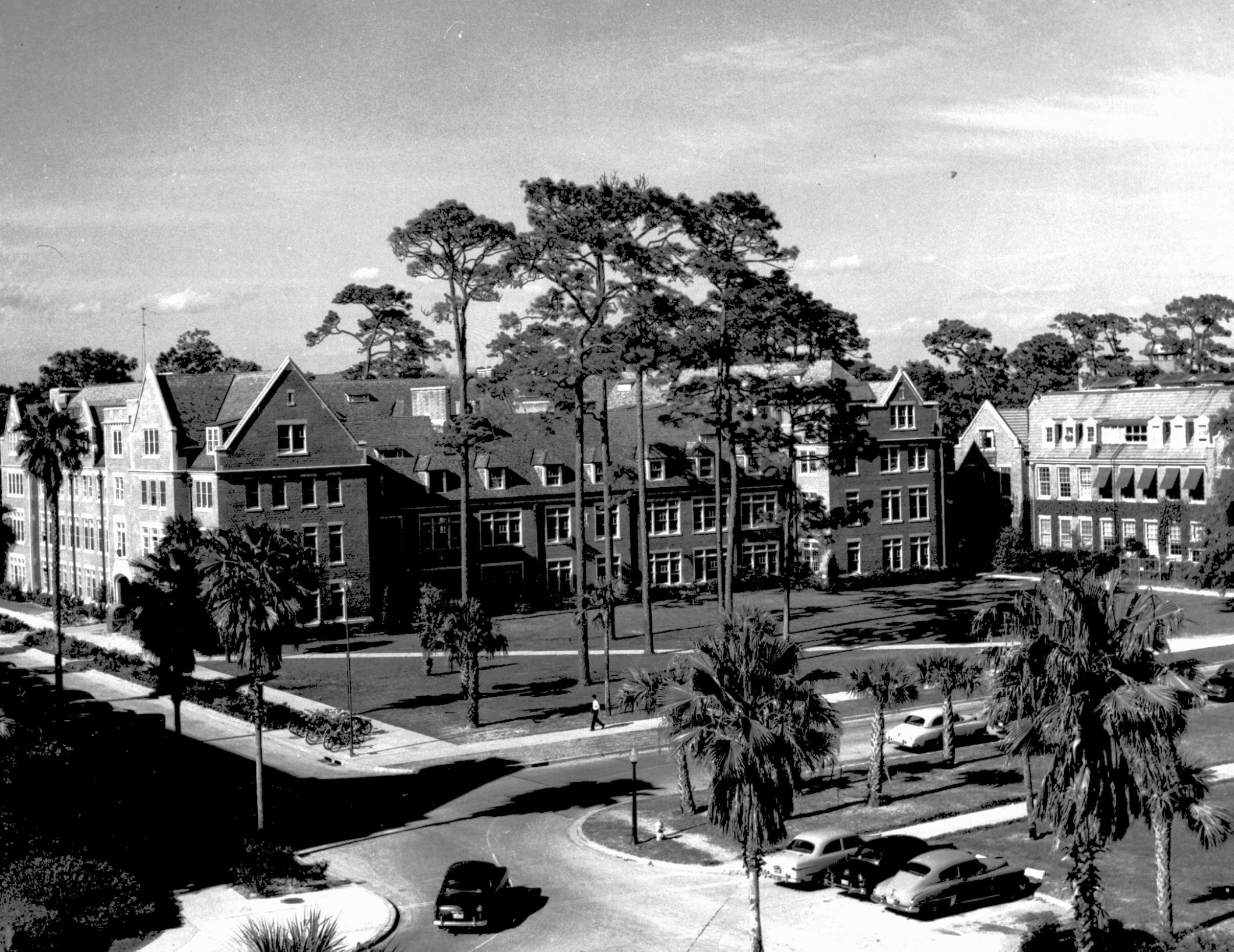
1957年のフロリダ大学キャンパスにあるフロイド・ホールおよびリー・ホール

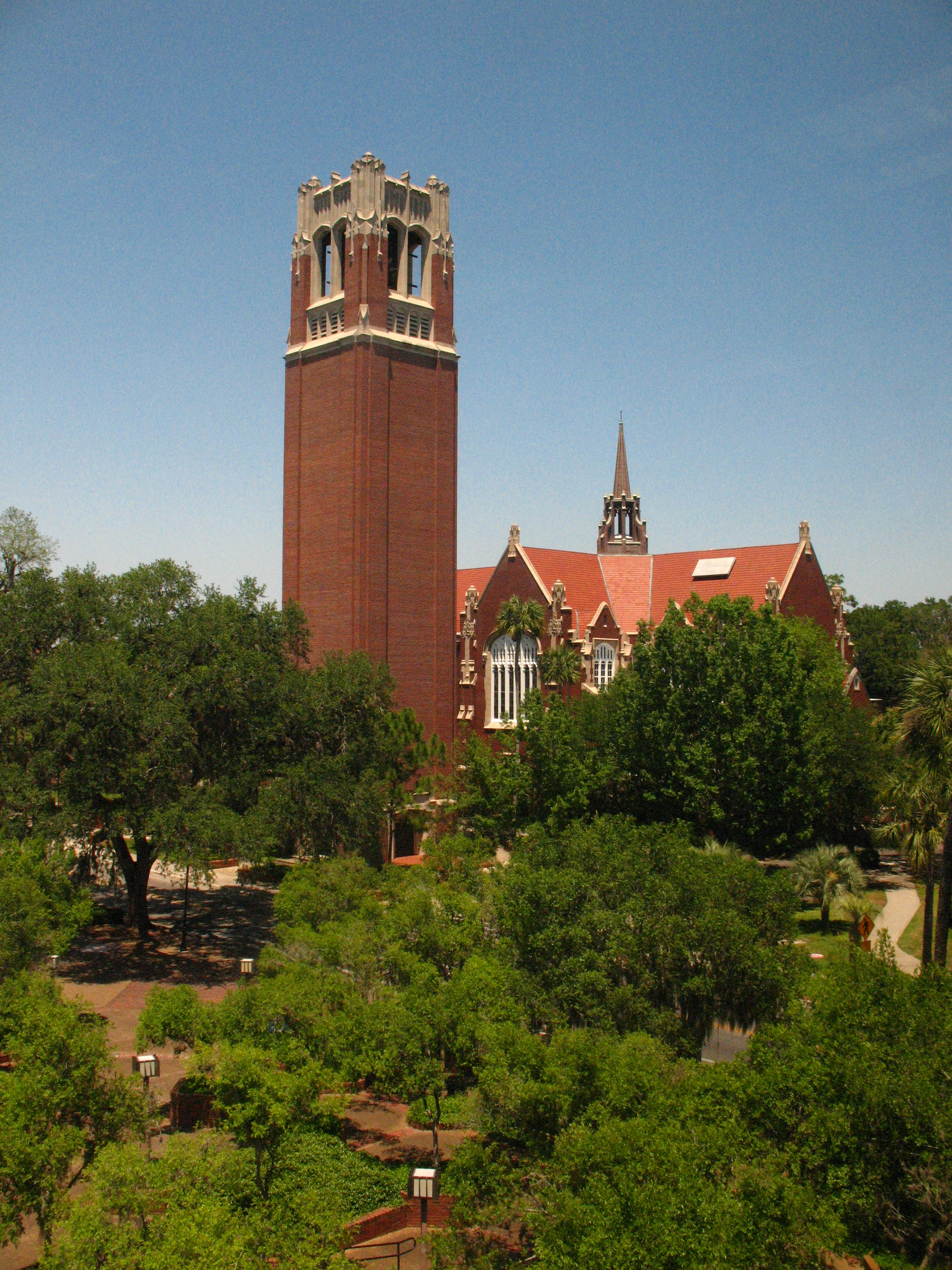
1953年に建設が始まったセンチュリー・タワー。フロリダ大学の起源から100周年を記念し、世界大戦で戦死した学生および卒業生を追悼している

1946年以降、第二次世界大戦から復員した軍人たちの間でフロリダ大学への志願者が急増した。彼らは主にGI法（復員兵援護法）により大学進学が可能となったものである。急激な需要の増加に即座に対応できなかったフロリダ州管理委員会は、当時女子大学であったフロリダ女子大学（現・フロリダ州立大学）のキャンパスを用いて「フロリダ大学タラハシー分校」を設置した。1946–1947学年度末には954人の男子学生が同分校に在籍していた。翌学期、フロリダ州議会はフロリダ女子大学を男女共学に戻し、「フロリダ州立大学」と改称した。この転換により、フロリダ大学のすべての学部でも女子学生の受け入れが始まった。
フロリダ女性の殿堂入りを果たしたメアリーリー・ヴァン・リアー・ペックは、フロリダ大学で工学の修士号を取得した最初の女性である。
フロリダ大学では、1958年よりアフリカ系アメリカ人学生の入学が許可された。同年、ジョージ・H・スタークが初の黒人学生として入学した。また同年には、大学附属のシャンズ病院が開設され、薬学部に加えて医学部が新設された。1950年代からキャンパスの大規模拡張が開始され、現在に至るまで継続している。
1958年まで、白人以外の学生の在籍は認められていなかった。

### 国家的・国際的な著名性
1985年、フロリダ大学はアメリカ大学協会（Association of American Universities, AAU）への加盟を認められた。
2009年には、学長バーニー・マチェンと大学理事会の主導により、大学の政策方針が大きく転換された。学部生の定員を縮小し、大学院教育および研究活動に対して人的・財政的資源を重点的に振り向ける計画が発表された。
2013年、フロリダ州議会により成立した上院法案1076号（Senate Bill 1076）に基づき、フロリダ大学はフロリダ州立大学および南フロリダ大学と共に「卓越大学（preeminent university）」に指定された。これにより、当該大学には州より追加の財政支援が行われ、教育・研究面での全国的な競争力強化が図られている。
2017年、フロリダ大学は『U.S. News & World Report』による全米公立大学ランキングで、フロリダ州の大学として初めてトップ10入りを果たした。同年、学長ケント・フックスは、全米トップ5大学入りを目指して新たに500名の教員を採用する計画を発表した。採用された教員の多くはSTEM分野に集中している。2018年には230名が採用され、残る270名は2019年秋までに採用される予定とされた。
2024会計年度において、フロリダ大学の年間研究費（競争的資金を含む）は12億6,000万ドルを超え、過去最高額を記録した。

### 学問の自由を巡る論争

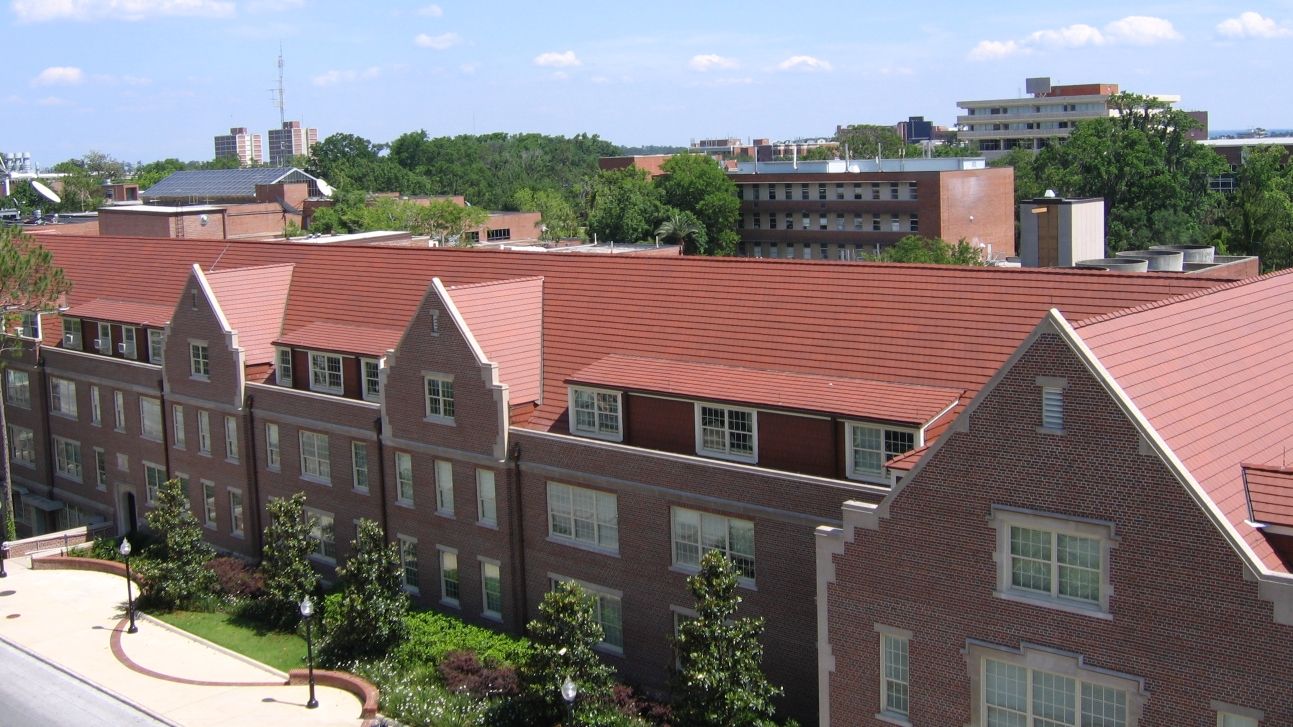
Weil Hall

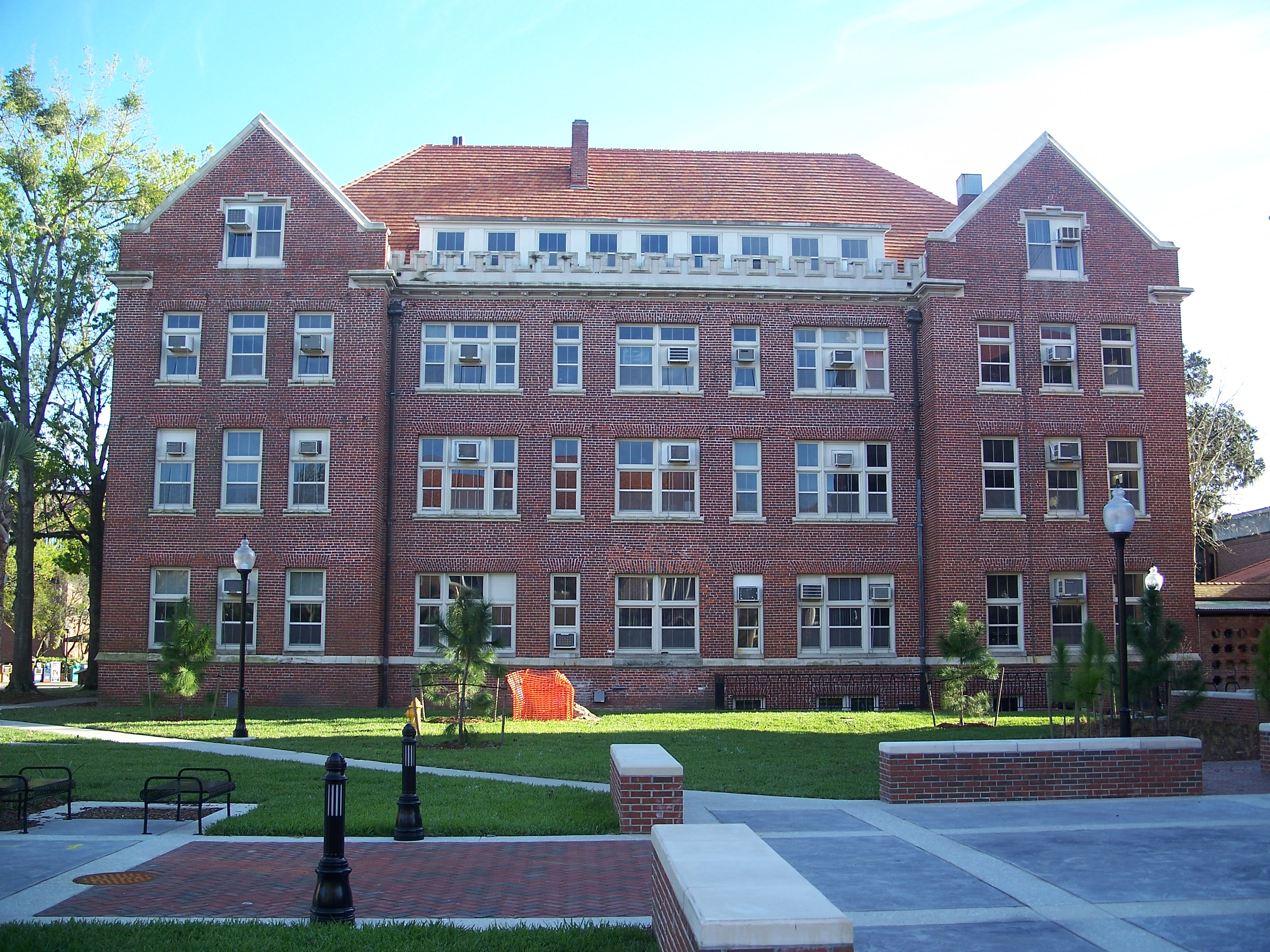
Newell Hall

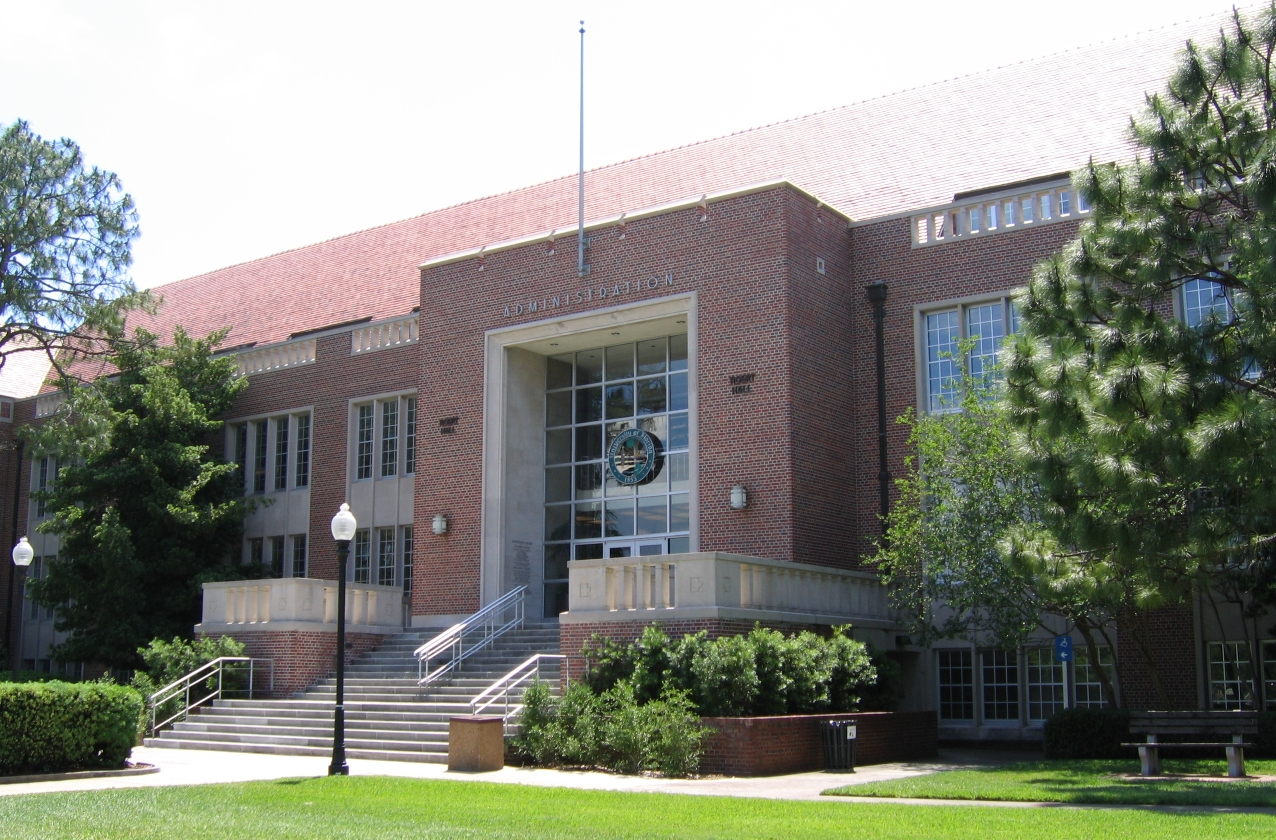
Tigert Hall

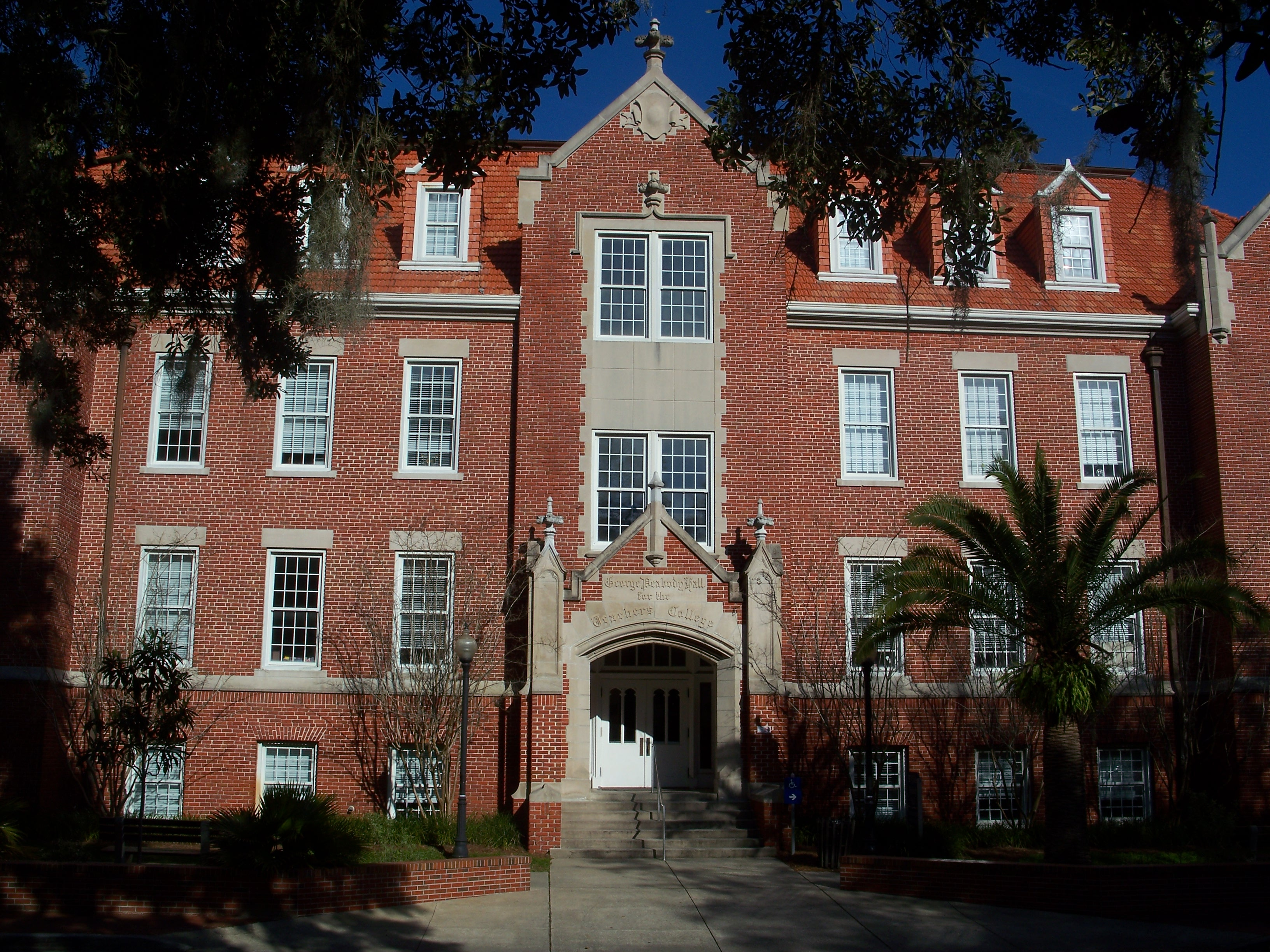
Peabody Hall

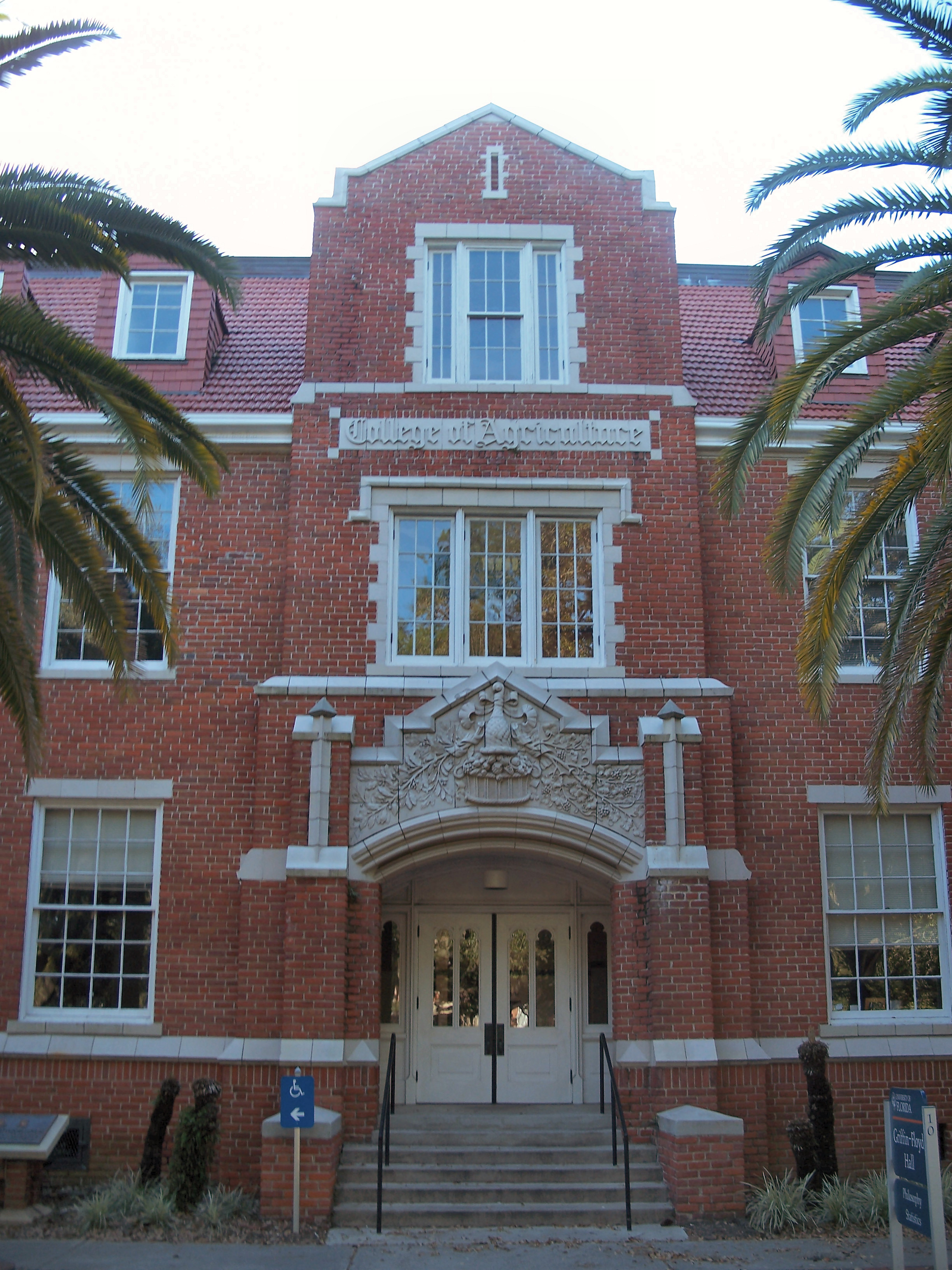
Floyd Hall

2021年10月、フロリダ大学の3人の教授が、フロリダ州務長官ローレル・リーおよび州知事ロン・デサンティスに対する選挙権訴訟において証言することを禁じられたとして、大学を相手取り連邦裁判所に提訴した“University of Florida bars faculty from testifying in voting rights lawsuit against DeSantis administration” (英語). Washington Post. ISSN 0190-8286.  オリジナルの2021年10月30日時点におけるアーカイブ。 2021年10月30日閲覧。。大学側は、この証言が「フロリダ州の機関としての大学の利益に反する」と主張し“University Statement on Academic Freedom and Free Speech”. UF Statements.   University of Florida. 2021年11月30日時点のオリジナルよりアーカイブ。2021年12月11日閲覧。、この対応は政治的干渉、学問の自由の侵害、憲法修正第1条の権利侵害にあたるとして大きな批判を招いた。
同年、フロリダ大学理事会の議長であるモルテザ・ホセイニが、デサンティス知事の新型コロナウイルス政策を支持し、誤情報を流布したことで物議を醸していた医師ジョセフ・ラダポの採用を大学に強く働きかけていたと報じられた。ホセイニは共和党の有力献金者であり、デサンティス知事の側近とされているWines, Michael (2021年10月29日). “Florida Bars State Professors From Testifying in Voting Rights Case” (英語). The New York Times. ISSN 0362-4331.  オリジナルの2021年10月30日時点におけるアーカイブ。 2021年10月30日閲覧。。
この一連の報道を受け、米国連邦議会下院の公民権・自由特別委員会（U.S. House Subcommittee on Civil Rights and Civil Liberties）、フロリダ大学教授会、さらに大学の認定機関である南部カレッジ・学校協会（SACSCOC）がそれぞれ調査に乗り出した“U. of Florida’s Accreditor Will Investigate Denial of Professors’ Voting-Rights Testimony”. The Chronicle of Higher Education (2021年). 2021年11月1日時点のオリジナルよりアーカイブ。2021年11月1日閲覧。“Congressional subcommittee launches investigation into free speech violations at UF”. Miami Herald (2021年). 2021年11月19日時点のオリジナルよりアーカイブ。2021年12月12日閲覧。。
さらに2021年11月には、大学が他にも少なくとも5人の教授に対し、州政府に対する訴訟で専門的証言を行うことを禁止していたことが判明した。その中には、小児医学の教授が含まれており、新型コロナウイルス流行中の児童へのマスク着用義務に関する訴訟で証言することを阻止されていた。これは医学界が支持する措置であったが、デサンティス知事はこれに反対していた“U. of Florida Doctor Says Administrators Blocked Him From Participating in Lawsuits About Masking”. The Chronicle of Higher Education (2021年). 2021年11月2日時点のオリジナルよりアーカイブ。2021年11月2日閲覧。“UF restricted five other professors’ participation in legal cases against the state”. Miami Herald. (2021年).  オリジナルの2021年11月2日時点におけるアーカイブ。 2021年11月2日閲覧。。
これを受けてフロリダ大学は、利益相反に関する大学方針を再検討するためのタスクフォースを設置し、教授らが勤務時間外に無報酬で証言することを認める方針へと転換した“University of Florida faces investigation after blocking professors from voting case”. NPR. (2021年11月2日).  オリジナルの2021年12月11日時点におけるアーカイブ。 2021年12月12日閲覧。。同年11月下旬には、大学長ケント・フックスがタスクフォースの勧告を正式に承認した“UF approves recommended changes to its conflict of interest policy”. Tampa Bay: WTSP. (2021年11月23日) 2021年12月12日閲覧。。
しかし2021年12月、フロリダ大学教授会が発表した報告書により、事態はさらに深刻化した。同報告書では、外部からの圧力や、大学関係者がデサンティス知事やその政策を批判することへの報復を恐れる「広範な萎縮効果」が存在すると指摘された。また、人種に関する講義の名称が変更された事例や、医療研究者が新型コロナ関連のデータを破棄するよう圧力を受けた事例なども報告されたReyes, Yacob (2021年12月8日). “Faculty panel: UF impeding academic freedom”. Axios.  オリジナルの2021年12月11日時点におけるアーカイブ。 2021年12月12日閲覧。“Report of the Faculty Senate Ad Hoc Committee on Academic Freedom” (2021年). 2021年12月12日閲覧。。

## 学生の入学
フロリダ大学の入学率は年々低下している。その主な理由は、志願者数が増加し続けており、競争が激化しているためだ。
2025年秋の学部入学では、志願者数が前年から22.8%増加し、91,896人に達した。このうち合格者は18,169人で、合格率はわずか19.8%となり、これはフロリダ州の公立大学としては史上最低の数値となった。
また、入学者の学力も高水準となっており、合格者のSATスコアの中央値は1380～1510、ACTスコアの中央値は31～34。フロリダ大学は過去3年間で入学基準を引き上げ、入学者数にも上限を設けるなど、入学者の質の向上を図っている。
アメリカで用いられることはないが、SATスコアを元に計算すると偏差値は66.5〜73となる。

## ランキング
| 総合順位                 | 107位 |
| 農学                     | 14位  |
| 人文科学                 | 150位 |
| 生物学・生化学           | 114位 |
| 化学                     | 103位 |
| 臨床医学                 | 100位 |
| コンピューターサイエンス | 117位 |
| 経済・経営               | 95位  |
| 電気・電子工学           | 128位 |
| 工学                     | 113位 |
| 環境・生態学             | 28位  |
| 地球科学                 | 154位 |
| 免疫学                   | 129位 |
| 材料科学                 | 170位 |
| 数学                     | 185位 |
| 微生物学                 | 62位  |
| 分子生物学・遺伝学       | 135位 |
| 神経科学・行動学         | 101位 |
| 薬理学・毒物学           | 50位  |
| 物理学                   | 116位 |
| 植物・動物科学           | 4位   |
| 精神医学・心理学         | 99位  |
| 社会科学・公衆衛生       | 102位 |
| 宇宙科学                 | 102位 |
| 外科学                   | 68位  |

2025年の最新版では、U.S. News & World Report によりフロリダ大学は**全米で30位（タイ）、公立大学では5位以内**にランクインしている。
大学院プログラムでは以下の分野が全米上位50位以内にランクインしている（2024年発表）：
- 教育学：25位
- ビジネス（Hough School）：25位
- 医学（研究分野）：43位（タイ）
- 工学：45位（タイ）
- 法学（Levin College）：31位（タイ）
- 看護学：24位（タイ）

また、2024年時点で個別専門プログラムのランキング上位は以下の通りである：
- 薬学：9位（タイ）
- 獣医学：9位
- 理学療法：10位（タイ）
- 作業療法：17位（タイ）
- 犯罪学：19位
- 医師助手：21位（タイ）
- 分析化学：11位
- 物理学：37位（タイ）
- 心理学：39位（タイ）
- 公衆衛生：37位（タイ）
- 統計学：40位（タイ）
- 言語聴覚：28位（タイ）
- オーディオロジー：26位（タイ）
- 臨床心理学：31位（タイ）
- 看護助産学：35位（タイ）
- ヘルスケアマネジメント：33位（タイ）
- コンピューターサイエンス：49位（タイ）

### その他の評価
- 『Academic Ranking of World Universities（ARWU）』では2023年版で**世界101–150位**にランクイン。
- 『Times Higher Education』世界ランキング：132位タイ
- 『QS World University Rankings』：168位
- 『Forbes』2024年：全米25位（過去2018年には68位）
- 『Washington Monthly』2017年：全米18位（社会貢献、研究、移動性基準）
- 『The Princeton Review』による評価：

```
 * 経済的価値（奨学金なし）：13位
 * ビール消費が多い：18位
 * 総合的価値：42位
```

- 『PETA』によると、2014年時点でアメリカで最もビーガンに優しい大学に選出された。

2022年には、**Money.com により「全米ベストカレッジ」第8位**にランクされた。

## スポーツ

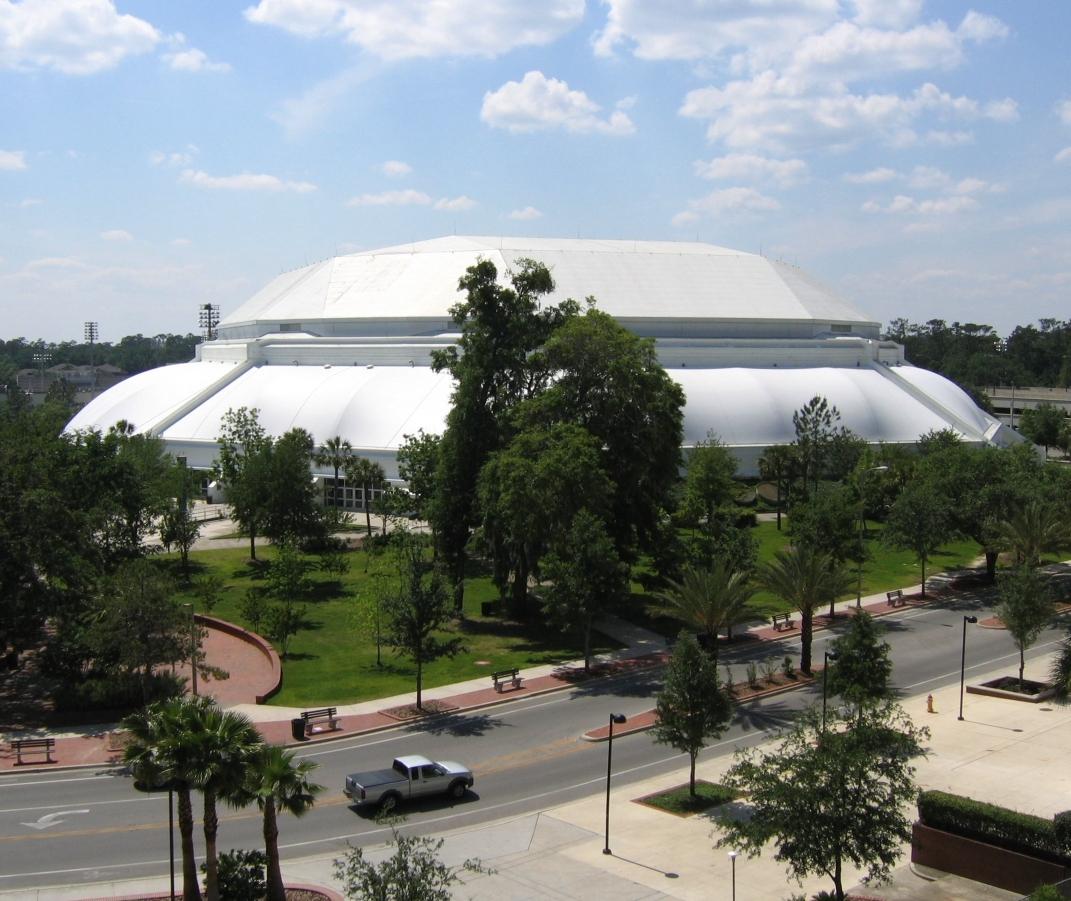
O'Connell Center

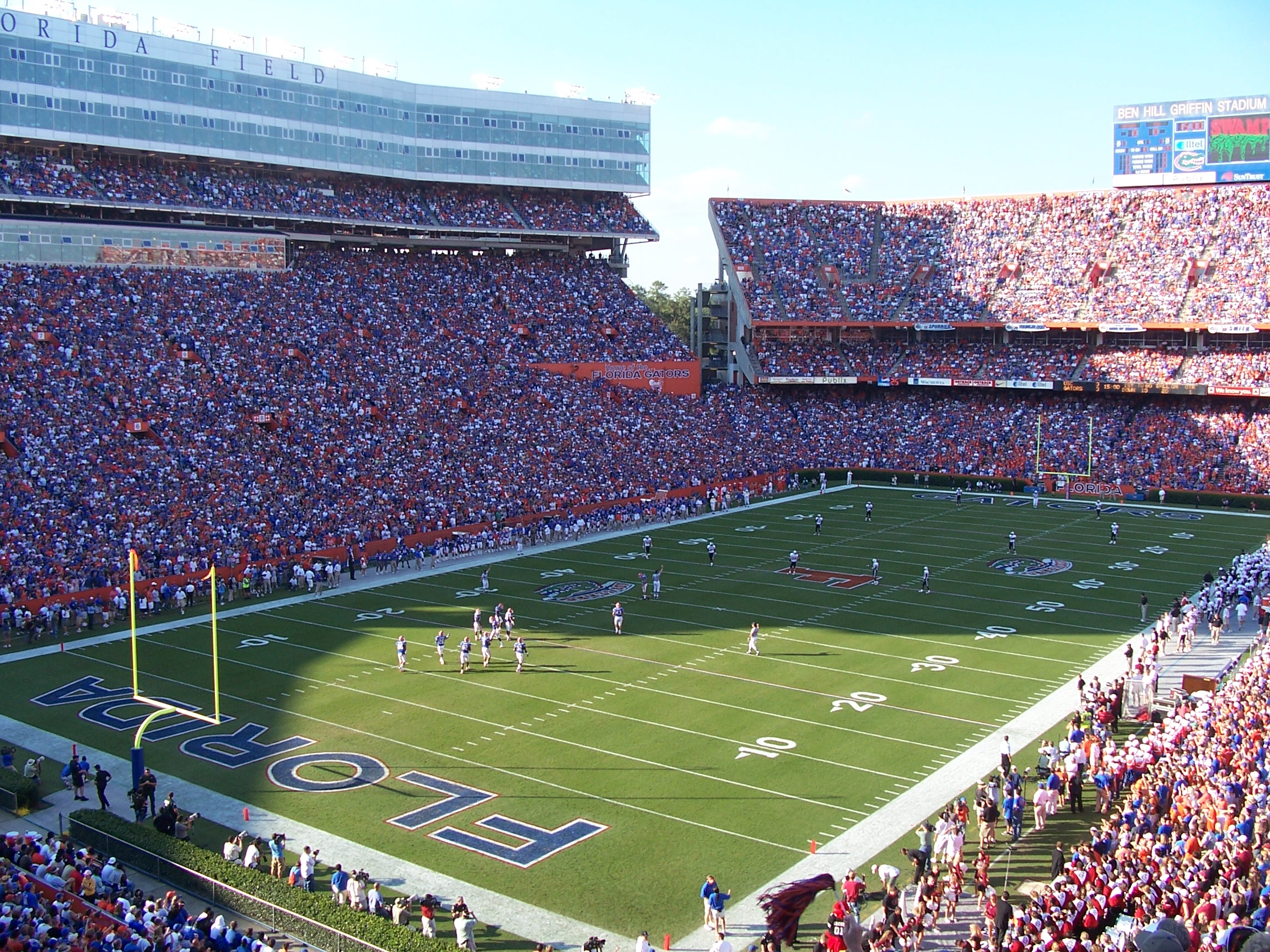
ベン・ヒル・グリフィンスタジアム

フロリダ大学のスポーツチームは「フロリダ・ゲイターズ（Florida Gators）」の名称で知られ、サウスイースタン・カンファレンス（SEC）に所属している。アメリカンフットボール、男子バスケットボール、野球、陸上競技をはじめとする複数の種目において、全米屈指の競技実績を有する。特にアメリカンフットボールチームは高い人気を誇り、地元ファンの熱狂的な応援でも知られている。
スポーツ飲料「ゲータレード」は、1965年にフロリダ大学の医学部研究チームが、フットボールチームのために開発したものである。製品名とブランドアイデンティティは、大学のマスコットである「ゲイター（アメリカアリゲーター）」に由来しており、チームカラーのひとつであるオレンジがロゴデザインに採用されている。
2006年には男子バスケットボールチームがNCAAトーナメントで優勝を果たし、続いてフットボールチームも同年のBCSナショナルチャンピオンシップゲームを制した。これにより、同一年度におけるフットボールと男子バスケットボール両方の全米選手権制覇を成し遂げた初の大学となった。
2025年には男子バスケットボールチームが3度目となるNCAAトーナメント優勝を達成した。この勝利により、フロリダ大学は男子バスケットボールとアメリカンフットボールの両競技において、いずれも3回以上の全米優勝を記録した全米初の大学となった。2025年大会でチームを率いたトッド・ゴールデンは、1983年以来最年少でNCAA男子バスケットボール全国優勝を達成したヘッドコーチとしても記録されている“Florida Gators win third NCAA championship with 2025 victory” (英語).   The Guardian. 2025年5月29日閲覧。“How Todd Golden turned Florida into a blue blood” (英語).   SB Nation. 2025年5月29日閲覧。。

## 学部とプログラム
フロリダ大学は16のカレッジ（College）で構成されており、幅広い学問分野で学士、修士、博士課程を提供している。

### 農学生命学部（College of Agricultural and Life Sciences）
1884年に設立され、農業、食品システム、人間の健康、天然資源、持続可能なコミュニティに関連する教育プログラムを提供している。

### 芸術学部（College of the Arts）
1925年に設立され、以下の学校を擁している：
	•	美術・美術史学部（School of Art + Art History）
	•	音楽学部（School of Music）
	•	演劇・ダンス学部（School of Theatre + Dance）
	•	アート・イン・メディスンセンター（Center for Arts in Medicine）
	•	デジタルワールド研究所（Digital Worlds Institute） ￼
提供されるプログラムには、芸術教育、芸術史、グラフィックデザイン、博物館学、スタジオアートなどが含まれる。

### 経営学部（Warrington College of Business）
学士課程では、会計学、ファイナンス、情報システム、経営学、マーケティング、一般ビジネスなどの専攻を提供している。

### 歯学部（College of Dentistry）
歯学部は、D.M.D.（歯科医学博士）プログラム、D.M.D./Ph.D.の統合プログラム、修士および博士課程、専門分野の修了証明書プログラムを提供している。 ￼

### 建築計画学部（College of Design, Construction and Planning）
建築、建設管理、インテリアデザイン、ランドスケープアーキテクチャ、持続可能な建築環境などの分野で学士、修士、博士課程を提供している。

### 教育学部（College of Education）
教育学部は、教育科学の学士課程を提供しており、専門分野には社会における障害、初等教育研究、教育心理学と研究、教育技術、一般研究、学校・社会・政策が含まれる。

### 工学部（Herbert Wertheim College of Engineering）
1910年に設立され、15の工学専門分野で学士、修士、博士課程を提供している。 ￼

### 人間健康学部（College of Health and Human Performance）
学士課程では、応用生理学・運動学、健康教育、スポーツマネジメント、観光・ホスピタリティ・イベントマネジメントなどの専攻を提供している。

### ジャーナリズム・コミュニケーション学部（College of Journalism and Communications）
ジャーナリズム、広告、広報、メディア制作などの分野で学士、修士、博士課程を提供している。

### 法学部（Levin College of Law）
法学部は、J.D.（法務博士）プログラム、LL.M.（法学修士）プログラム、S.J.D.（法学博士）プログラムを提供している。

### リベラルアーツ学部（College of Liberal Arts and Sciences）
人文科学、社会科学、自然科学などの幅広い分野で学士、修士、博士課程を提供している。

### 医学部（College of Medicine）
医学部は、M.D.（医学博士）プログラム、M.D./Ph.D.の統合プログラム、修士および博士課程を提供している。

### 看護学部（College of Nursing）
看護学部は、看護学の学士、修士、博士課程を提供しており、臨床看護、看護教育、看護管理などの分野に焦点を当てている。

### 薬学部（College of Pharmacy）
薬学部は、Pharm.D.（薬学博士）プログラム、修士および博士課程を提供しており、薬物療法、薬剤経済学、薬物開発などの分野に焦点を当てている。

### 公衆衛生学部（College of Public Health and Health Professions）
公衆衛生学部は、公衆衛生、健康政策、リハビリテーション科学などの分野で学士、修士、博士課程を提供している。

### 獣医学部（College of Veterinary Medicine）
獣医学部は、D.V.M.（獣医学博士）プログラム、修士および博士課程を提供しており、動物の健康と福祉に関する教育と研究を行っている。

## 国際交流
様々な国際学術プログラムが提供されており、日本の大学との間でも学生交流覚書や交換留学協定などがある。

### 学生交流覚書
京都大学、名古屋工業大学、名古屋大学、慶應義塾大学、昭和大学などとの間で、学生交流に関する覚書がある。

### 交換留学協定
京都大学、名古屋大学、島根大学、早稲田大学、青山学院大学、国際大学などとの間で、学生交流協定を結んでいる。

### 学術交流協定
滋賀大学との間で学術交流協定を結んでいる。
滋賀大学とは特にAI分野での共同事業の実施についてフロリダ大学から提案があり、今後、具体的な手続きを進める予定である。この訪問は、NVIDIA社の仲介によるものであり、今後、滋賀大学、フロリダ大学、NVIDIA社の三者は、さらなる連携の発展を目指して協力を進めていく予定である。また、この協定の締結により、フロリダ大学・滋賀大学・NVIDIAの3者どうしがすべて協定関係となりさらなる関係の深化が見込まれる。

### リベラルアーツ学部　日本語課程
リベラルアーツ学部（College of Liberal Arts and Sciences）の日本語課程では、日本でのサマープログラムや留学プログラム（青山学院大学、関西外国語大学、名古屋大学、島根大学など）を提供している。

### リベラルアーツ学部　工学教育部門
京都大学との間で、1セメスター交換留学の機会を設けている。

### 経済学部
早稲田大学との間で交換留学の機会を設けている。

### 薬学部
岐阜薬科大学との学部交流協定がある。

## 奨学金制度
フロリダ大学のアドミッションズオフィス、入学管理部門（Division of Enrollment Management）や、インターナショナルセンターによると、学内外で様々な奨学金制度が提供されている。また、フロリダ州と学術交流協定を結んでいる国や地域（ブラジル、カナダ、カリブ海地域、コスタリカ、東ヨーロッパ、フランス、イスラエル、日本、メキシコ、西アフリカなど）から来ている留学生を対象としたLinkage Institutesと呼ばれる学費減免制度も存在する。例えば、日本との間には、Florida-Japan Linkage Instituteという制度がある。

## 著名な卒業生

### 政治家
- ロートン・チャイルズ（Lawton Chiles） - フロリダ州知事、上院議員
- ボブ・グラハム（Bob Graham） - フロリダ州知事・上院議員
- スペサード・ホーランド（Spessard Holland） - フロリダ州知事、上院議員、法律事務所ホーランド&ナイト（Holland & Knight）の創立者
- ジョー・スカーボロ（Joe Scarborough） - 下院議員、 MSNBCのトーク番組司会者
- ジョージ・スマーザズ（George Smathers） - 上院議員

### 作家・マスコミ
- ステファニー・エイブラムス - The Weather Channelの記者
- マイクル・コナリー - 探偵・犯罪小説家
- フィリップ・グラハム - ワシントン・ポスト元発行者
- クリスティン・ハーメル - ピープル・マガジンのレポーター及び小説家
- カール・ハイヤセン - 小説家及び マイアミ・ヘラルド紙コラムニスト
- リッチ・フィールズ - 『ザ・プライス・イズ・ライト』のアナウンサー、ラジオ・パーソナリティ
- エルフィ・シュレーゲル・ダン - NBCスポーツのコメンテーター
- ジェミー・マキンタヤ - CNNのアメリカ国防総省担当記者
- フォレスト・ソーヤ - ABCニュースのアンカーマン
- ケイト・ディカミロ - 児童小説家及び脚本家として賞を受賞

### 学者・その他
- 千本倖生 - 日本の実業家、KDDI創業者、イー・アクセス株式会社創業者、イー・モバイル創業者
- ジョン・アタナソフ - デジタル電気コンピュータの発明者
- フレッド・レビン - 著名な弁護士、フロリダ大学レビン法科大学院の同名者
- マーシャル・ニーレンバーグ - 1968年度のノーベル生理学・医学賞受賞者
- ロバート・グラブス - 2005年度のノーベル化学賞受賞者
- 中村修二 - 2014年度のノーベル物理学賞受賞者
- ジョゼフ・キッティンジャー - 元空軍パイロット。気球に搭乗して成層圏からのパラシュート降下を行い、降下高度の世界記録を樹立
- ウエンディー・トマス - ウエンディーズの同名者 and daughter of Wendy's founder Dave Thomas
- ケンドラ・トッド - 不動産業ビジネスマン及びジ・アプレンティス3優勝者
- ボブ・ヴィラ - home-improvement guru and former host of This Old House
- フィリップ・ドナルド・エストリッジ（1959年卒業） - IBM PCの「生みの親」（Father of the IBM Personal Computer）

### ショー・ビジネス
- ジョナサン・デミ - 映画監督（1991年、羊たちの沈黙でアカデミー賞監督賞受賞）
- フェイ・ダナウェイ - 女優（1976年、「ネットワーク」でアカデミー賞主演女優賞受賞）
- レイン・フェニックス - 俳優（リヴァー・フェニックスの弟）
- ダレル・ハモンド - コメディアン、サタデー・ナイト・ライブ出演
- スティーヴン・ルート、俳優（ファインディング・ニモのバブルス役、ドッジボールのゴードン役など）
- マドンナ・ウェイン・ゲイシー - ミュージシャン。NASAからのオファーを断り、ロックバンドマリリン・マンソンのキーボーディストとして活躍。2007年脱退。
- スティーブン・スティルス - シンガーソングライター。バッファロー・スプリングフィールドやCSN&Yを結成。
- ジョン･タイター - 作家及び purported time traveler

### スポーツ選手
（現役選手の情報は2008年2月現在）

#### 野球選手
- ロッド・ブリューワ - 西武ライオンズに所属した外野手
- デビッド・エクスタイン - 内野手（オールスター選出2回、2006年のワールドシリーズ優勝メンバー、ワールドシリーズMVP）
- マーク・エリス - セントルイス・カージナルスに所属する内野手
- ジョシュ・フォッグ - ピッツバーグ・パイレーツなどに所属した投手
- スティーブ・ロンバードージー - ミネソタ・ツインズなどに所属した内野手（1987年のワールドシリーズ優勝メンバー）
- デビッド・ロス - ボストン・レッドソックスに所属する捕手
- アル・ローゼン - クリーブランド・インディアンスに所属した三塁手（オールスター選出4回、本塁打王2回、打点王2回、1948年のワールドシリーズ優勝メンバー、1953年MVP）
- マイク・スタンリー - ニューヨーク・ヤンキース、ボストン・レッドソックスなどに所属した捕手・指名打者
- ロビー・トンプソン - サンフランシスコ・ジャイアンツに所属した内野手（オールスター選出2回、ゴールドグラブ賞1回、シルバースラッガー賞1回）
- ブラッド・ウィルカーソン - テキサス・レンジャーズなどに所属した外野手
- ワイアット・ラングフォード

#### アメリカンフットボール
- ニール・アンダーソン - シカゴ・ベアーズに所属したランニングバック（プロボウル4回出場、オールプロ選出4回）
- ローマス・ブラウン - デトロイト・ライオンズなどに所属したディフェンシブタックル（プロボウル7回出場、オールプロ選出7回）
- ケビン・カーター - セントルイス・ラムズなどに所属したディフェンシブエンド・ディフェンシブタックル（プロボウル2回出場、オールプロ選出1回）
- リック・カサレス - シカゴ・ベアーズなどに所属したフルバック（プロボウル5回出場、オールプロ選出4回）
- ドン・チャンドラー - ニューヨーク・ジャイアンツなどに所属したパンター（プロボウル1回出場、オールプロ選出3回）
- ウェス・チャンドラー - サンディエゴ・チャージャーズなどに所属したワイドレシーバー（プロボウル4回出場、オールプロ選出2回）
- クリス・コリンズワース - シンシナティ・ベンガルズに所属したワイドレシーバー（プロボウル3回出場、オールプロ選出4回）、現NBC、サンデー・ナイト・フットボール解説者
- チャン・ゲイリー - NFLのダラス・カウボーイズ、バッファロー・ビルズでヘッドコーチを務めた。
- レックス・グロスマン - シカゴ・ベアーズ時代、第41回スーパーボウルに出場したクォーターバック
- ジョン・ジェームズ - アトランタ・ファルコンズなどに所属したパンター（プロボウル3回出場、オールプロ選出4回）
- ジェヴォン・カース - フィラデルフィア・イーグルスに所属するディフェンシブエンド（プロボウル3回出場、オールプロ選出1回）
- ウィルバー・マーシャル - ワシントン・レッドスキンズなどに所属したラインバッカー（プロボウル3回出場、オールプロ選出4回）
- マイク・ムラーキー - NFLのバッファロー・ビルズ、ジャクソンビル・ジャガーズでヘッドコーチを務めている。
- ジェシー・パーマー - ニューヨーク・ジャイアンツに所属したカナダ出身のクォーターバック及びABCのリアリティショー"The Bachelor"出演者
- リト・シェパード - フィラデルフィア・イーグルスに所属するコーナーバック（プロボウル2回出場、オールプロ選出2回）
- エミット・スミス - ダラス・カウボーイズなどに所属したランニングバック（プロボウル8回出場、オールプロ選出6回、第28回スーパーボウルMVP、生涯獲得ラッシングヤード記録保持者）
- スティーブ・スパリアー - 1996年のフロリダ・ゲイターズ、ナショナルチャンピオンシップ優勝時のヘッドコーチ。 1966年には選手として ハイズマン・トロフィー 受賞。現サウスカロライナ・ゲームコックス、ヘッドコーチ。
- フレッド・テイラー - ジャクソンビル・ジャガーズに所属するランニングバック（プロボウル1回出場）
- ティム・ティーボウ - BCSナショナル・チャンピオンシップ・ゲームで優勝した際のクォーターバック。
- ダニー・ワーフェル - 1996年のフロリダ・ゲイターズ（英語版）、シュガーボウル（ナショナルチャンピオンシップ）優勝時のクォーターバック。ハイズマン賞受賞者。
- ジャック・ヤングブラッド - ロサンゼルス・ラムズに所属したディフェンシブエンド（プロボウル7回出場、オールプロ選出9回、2001年プロフットボール殿堂入り）

#### バスケットボール
- コーリー・ブリューワー - ミネソタ・ティンバーウルブズに所属するガード/フォワード
- マット・ボナー - トロント・ラプターズ、サンアントニオ・スパーズに所属したフォワード
- ブラッドリー・ビール - ワシントン・ウィザーズに所属するガード
- バーノン・マックスウェル - ヒューストン・ロケッツなどに所属したガード
- マイク・ミラー - デンバー・ナゲッツに所属する フォワード
- アル・ホーフォード - ボストン・セルティックスに所属するセンター/フォワード
- ユドニス・ハスレム - マイアミ・ヒートに所属するフォワード
- デビッド・リー - サンアントニオ・スパーズに所属するフォワード
- ジョアキム・ノア - ニューヨーク・ニックスに所属するセンター/フォワード
- ニール・ウォーク - フェニックス・サンズなどに所属したセンター
- ジェイソン・ウィリアムス - ガード
- マリース・スペイツ - ロサンゼルス・クリッパーズに所属するフォワード
- デリシャ・ミルトン＝ジョーンズ  -  WNBA・アトランタ・ドリーム所属

#### その他スポーツ
- クリス・ディマルコ - プロゴルファー
- 東尾理子 - プロゴルファー
- ニコル・アレント - 元女子プロテニス選手
- アビー・ワンバック - 元女子サッカー選手
- アレシア・オカシオ - プロソフトボール選手
- ロドニー・ミューレン - プロスケートボーダー
- トニー・マッケイ - 陸上競技選手
- ライアン・ロクテ - 水泳選手
- ケーレブ・ドレッセル - 水泳選手
- ベン・シェルトン-男子プロテニス選手